# Margaret Dumont
Margaret Dumont (Nueva York, Estados Unidos, 21 de octubre de 1882 - 6 de marzo de 1965) fue una actriz cómica estadounidense. Más conocida por su participación en varias películas de los Hermanos Marx, interpretando el papel de mujer rica e ingenua, de porte aristocrático, y que siempre se dejaba embelesar por Groucho Marx.
Groucho dijo de ella que prácticamente era el quinto Hermano Marx (en realidad sí hubo cinco hermanos Marx, pero en el cine nunca actuaron juntos más de cuatro).

## Biografía
Nacida como Daisy Juliette Baker en Brooklyn, Margaret contrajo matrimonio en 1910 con el adinerado empresario, John Moller Jr., con el que estuvo casada hasta el fallecimiento de él en 1918. Eso motivó su vuelta al teatro de vodevil donde empezó (a pesar de que su biografía oficial hablaba de un pasado de grandes teatros y palacios, rumores que ella misma alentó, al igual que su falsa edad, 7 años menos de los que en realidad tenía y que mantuvo hasta su muerte). 
Margaret Dumont representó a menudo una viuda rica a la que Groucho alternativamente insultaba y cortejaba por su dinero; así ocurría con
Mrs. Rittenhouse en El conflicto de los Marx,
Mrs. Claypool en Una noche en la ópera,
Mrs. Susan Dewkesbury en Una tarde en el circo y
Emily Upjohn en Un día en las carreras.
Groucho dijo que mucha gente pensaba que estaban casados en la vida real, cosa que, como se ha dicho, no era cierta. Sin embargo, en 1992, Victoria Dumont, sobrina de la actriz, encontró un baúl, que la famosa Margaret Dumont había guardado celosamente durante muchos años, que contiene un importante número de apasionadas cartas que Margaret Dumont intercambió con Groucho, en las cuales queda el testimonio de un amor verdadero y un exquisito debate intelectual que duró hasta la muerte de ella en 1965. Además de la correspondencia se incluyen fotografías y películas caseras de Groucho y Margaret divirtiéndose en París, en Bélgica, Cuba, Nueva York y México. Algunas fotografías los muestran vacacionando acompañados por los hijos de Groucho. Nunca pudieron casarse porque la actriz, luego de quince años de haber perdido a su primer esposo, contrajo nupcias en una feria de beneficencia con un exmilitar ebrio de apellido Stanley, con quien se mudó, sin saber que la ley no reconocía ese matrimonio como legal por tratarse de un acta de matrimonio de fiesta popular y no de un documento oficial firmado por un juez. Cabe señalar que el propio Groucho dejaba en claro, antes de iniciar una relación, su amor por Dumont. 
Los papeles que interpretó en las películas de los Hermanos Marx resultaban encantadoramente inocentes, ya que traslucían una innegable atracción por el personaje encarnado por Groucho, siempre un vividor impresentable, al que perdonaba una y otra vez sus incalificables atropellos y desdenes en cuanto este desplegaba sus lisonjas, tomando incluso por halagos o rarezas los surrealistas insultos de Groucho, que a menudo no comprendía, con lo que despertaba en el público a la vez la risa y la compasión.
Este es uno de esos típicos diálogos, perteneciente a Sopa de ganso:
Groucho: No es que me importe, pero, ¿dónde está tu marido?
Margaret Dumont: ¡Ha muerto!
G: Seguro que solo es una excusa.
MD: Estuve con él hasta el final.
G: No me extraña que falleciera.
MD: Lo estreché entre mis brazos y lo besé.
G: Entonces, fue un asesinato. ¿Te casarías conmigo? ¿Te dejó mucho dinero? (Responde primero a lo segundo).
MD: ¡Me dejó toda su fortuna!
G: ¿No comprendes lo que intento decirte? Te amo.
G: Pensarás que soy un sentimental, pero ¿te importaría darme un mechón de tu cabello?
MD: ¿Un mechón de mi cabello?
G: Y no te quejes. Te iba a pedir toda la peluca. Cásate conmigo y tendremos nuestra propia familia.
MD: Oh, sería maravilloso. Y dime, cariño, ¿tendríamos una bonita casa?
G: Pues claro, ¿no estarás pensando en mudarte?
MD: Temo que después de llevar algún tiempo casados encuentres una mujer hermosa y te olvides de mí.
G: No te olvidaré. Te escribiré todas las semanas.
A lo largo de su vida, actuó en más de cincuenta películas, sin contar pequeñas intervenciones en cine mudo. Su primera aparición en una película de los Hermanos Marx fue en Los cuatro cocos, en 1929, interpretando el papel de Mrs. Potter, el mismo papel que tenía en la obra de teatro en la que se basó la película.
Además de las películas citadas con los Hermanos Marx, podemos mencionar sus intervenciones con otros destacados actores estadounidenses, como Wheeler y Woolsey (Dos y medio, 1934),
W. C. Fields (Never give a sucker an Even Break, 1941),
Laurel y Hardy (The dancing Masters, 1943),
Danny Kaye (Rumbo a Oriente, 1944),
Abbott y Costello (El pequeño fenómeno, 1946).
También fueron películas importantes en su carrera
- Mujeres, dirigida por George Cukor en 1939,
- Escuela de sirenas, dirigida por George Sidney en 1944 y protagonizada por Esther Williams, y
- Ella y sus maridos, su último papel para el cine, dirigida en 1964 por J. Lee Thompson, protagonizada por Paul Newman, Shirley MacLaine, Dean Martin, Robert Mitchum y Gene Kelly, donde Dumont interpretaba a la madre de Shirley MacLaine.

Pocos días antes de su muerte, que se produjo por un ataque al corazón, hizo su última aparición en el programa de televisión The Hollywood Place, al que también asistió Groucho, y fue por tanto la última vez que estuvieron juntos. Se sabe, por el testimonio de Arthur Marx, hijo de Groucho Marx, que el comediante se dejó morir después del fallecimiento de Margaret y abrumado por los problemas maritales que tuvo con su última esposa, una adicta y violenta estafadora que, a menudo falsificaba la firma de Marx para extraer dinero de sus cuentas bancarias. Al morir Dumont, Groucho cubrió el costo de los servicios funerarios y colocó una pata de conejo en el ataúd de la actriz.
Margaret Dumont será recordada por generaciones como la adorable y digna mujer de alta aristocracia, con encantadora sonrisa y sencilla elegancia. 
En las entrevistas que concedió, tanto en prensa como en televisión, conservó siempre el aire añejo del antiguo estilo teatral, con su cuidada dicción, y una voz potente que se podía proyectar para alcanzar la última fila del teatro.
También era una correcta cantante de melodías clásicas, faceta esta que aprovechó en algunas de sus películas.
Falleció el 6 de marzo de 1965 a la edad de 82 años (a pesar de que todo el mundo creía que tenía 76).
Fue incinerada el mismo día. Sus cenizas reposan en Los Ángeles, en la casa de su tío.

## Filmografía

### Con los Hermanos Marx
- 1929: Los cuatro cocos (Sra. Potter)
- 1930: El conflicto de los Marx (Sra. Rittenhouse)
- 1933: Sopa de ganso (Sra. Gloria Teasdale)
- 1935: Una noche en la ópera (Sra. Claypool)
- 1937: Un día en las carreras (Sra. Emily Upjohn)
- 1939: Una tarde en el circo (Sra. Dukesbury)
- 1941: Tienda de locos (Sra. Martha Phelps)

### Otros
- 1917: A Tale of Two Cities (Aristócrata), sin acreditar
- 1923: Enemies of Women (Belleza francesa), sin acreditar
- 1929: Humorous Flights (Viuda), sin acreditar
- 1931: The Girl Habit (Blanche Ledyard)
- 1932: Here, Prince
- 1932: Girl Crazy (Mujer estrangulada por Jimmy Deagan), sin acreditar
- 1932: Union Depot (Mujer enfadada), sin acreditar
- 1934: Gridiron Flash (Sra. Fields)
- 1934: Fifteen Wives (Sybilla Crum)
- 1934: We're Rich Again (Invitada a la boda), sin acreditar
- 1934: Kentucky Kernels (Sra. Baxter)
- 1935: Rendezvous (Sra. Hendricks), sin acreditar
- 1935: Orchids to You (Sra. Belknap), sin acreditar
- 1935: Reckless (Mujer), sin acreditar
- 1935: Gypsy Sweetheart (Sra. Van Updyke)
- 1935: After Office Hours (Mrs. Murchison), sin acreditar
- 1936: Song and Dance Man (Sra. Whitney)
- 1936: Anything Goes (Sra. Wentworth)
- 1937: Wise Girl (Sra. Bell-Rivington)
- 1937: High Flyers (Martha Arlington)
- 1937: Youth on Parole (Sra. Abernathy, terrateniente)
- 1937: The Life of the Party (Sra. Penner)
- 1938: Dramatic School (maestra de pantomima)
- 1939: The Women (Sra. Wagstaff), sin acreditar
- 1941: Never Give a Sucker an Even Break (Sra. Hemogloben)
- 1941: For Beauty's Sake (Sra. Franklin Evans)
- 1942: Rhythm Parade (Ophelia MacDougal)
- 1942: Tales of Manhattan (Sra. Langahankie, sin acreditar en versión restaurada)
- 1942: About Face (Sra. Culpepper)
- 1942: Sing Your Worries Away (Flo Faulkner, terrateniente)
- 1942: Born to Sing (Sra. E. V. Lawson)
- 1943: The Dancing Masters (Louise Harlan)
- 1944: Bathing Beauty (Sra. Allenwood)
- 1944: Seven Days Ashore (Sra. Croxton-Lynch)
- 1944: Up in Arms (Sra. Willoughby)
- 1945: Sunset in El Dorado Tía Dolly / Tía Arabella)
- 1945: Diamond Horseshoe (Sra. Standish)
- 1945: The Horn Blows at Midnight (Sra. Traviata /Srta Rodholder)
- 1946: Susie Steps Out (Sra. Starr)
- 1946: Little Giant (Sra. Hendrickson)
- 1951: The Stu Erwin Show (episodio)
- 1951: The Great Debate (episodio de TV)
- 1952: Stop, You're Killing Me (Sra. Whitelaw)
- 1952: Three for Bedroom C (Sra. Agnes Hawthorne)
- 1952-1953: My Friend Irma (serie de TV, Sra. Rhinelander en varios episodios)
- 1954: The Stu Erwin Show (episodio)
- 1954: The Big Business (episodio de TV)
- 1956: Shake, Rattle & Rock! (Georgianna Fitzdingle)
- 1956: Studio 57 (1 episodio): Sra. Sabine
- 1956: Palm Springs Incident (episodio de TV): Sra. Sabine
- 1958: Auntie Mame (Noble), sin acreditar
- 1959: The Donna Reed Show (1 episodio): Sra. Westcott Trilling
- 1959: Miss Lovelace Comes to Tea (episodio de TV): Mrs. Westcott Trilling
- 1962: Zotz! (Persephone Updike)
- 1964: What a Way to Go! (Sra. Foster)